# Nikolaikirche (Creuzburg)

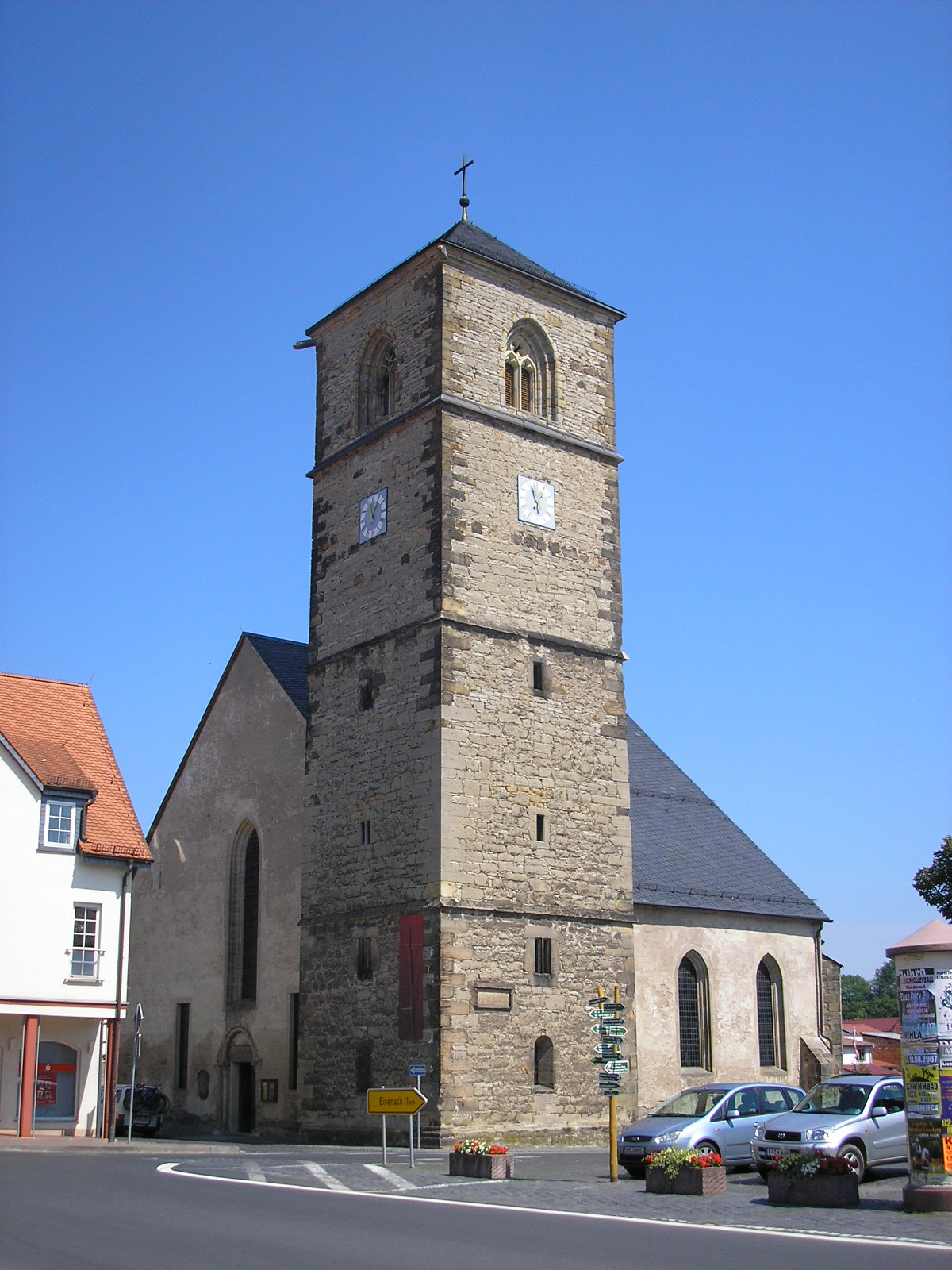
Ansicht von Süden

Die Nikolaikirche ist die evangelische Pfarrkirche von Creuzburg im thüringischen Wartburgkreis – sie wurde als sakrales Bauwerk von den Thüringer Landgrafen begründet und war eine der ersten evangelischen Stadtkirchen in Thüringen. Nach einem Großbrand 1765 besuchte Goethe die ausgebrannte Kirchenruine und bemühte sich um deren Wiederaufbau. Sie ist somit von großer Bedeutung für die Stadt- und Kirchengeschichte und ist zugleich ein Baudenkmal im Sinne des Thüringer Denkmalschutzgesetzes.

## Lage

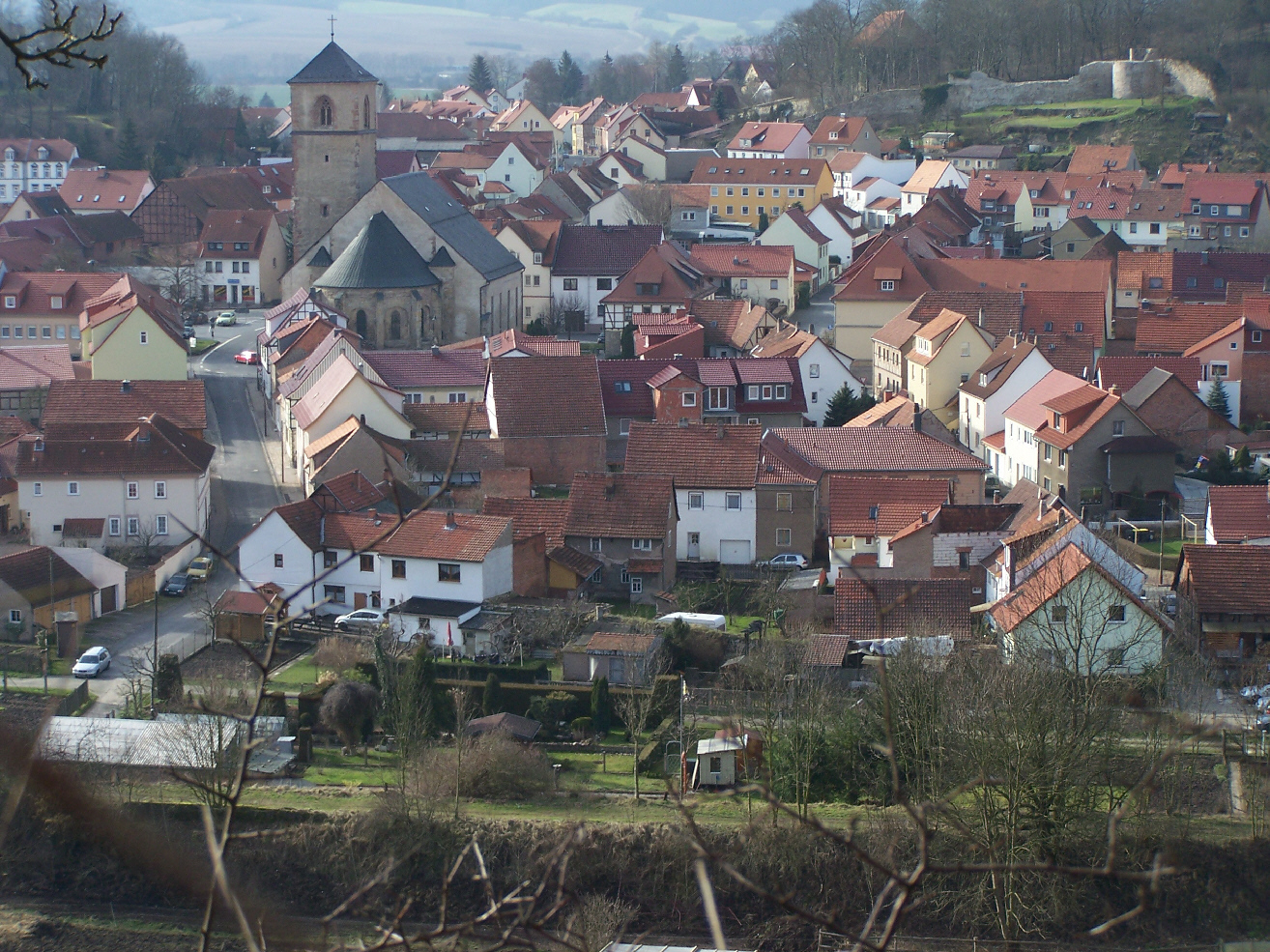
Ansicht von Osten (2007)

Die Stadtkirche befindet sich im Zentrum der historischen Altstadt. Sie liegt im Schnittpunkt der Straßen, welche einst vom Marientor, Klostertor und dem Eisenacher Tor (auch Brückentor genannt) zum Marktplatz vor der Kirche führten. In unmittelbarer Nachbarschaft befanden sich die Creuzburger Rathäuser und Wohnhäuser der Patrizier.

## Geschichte

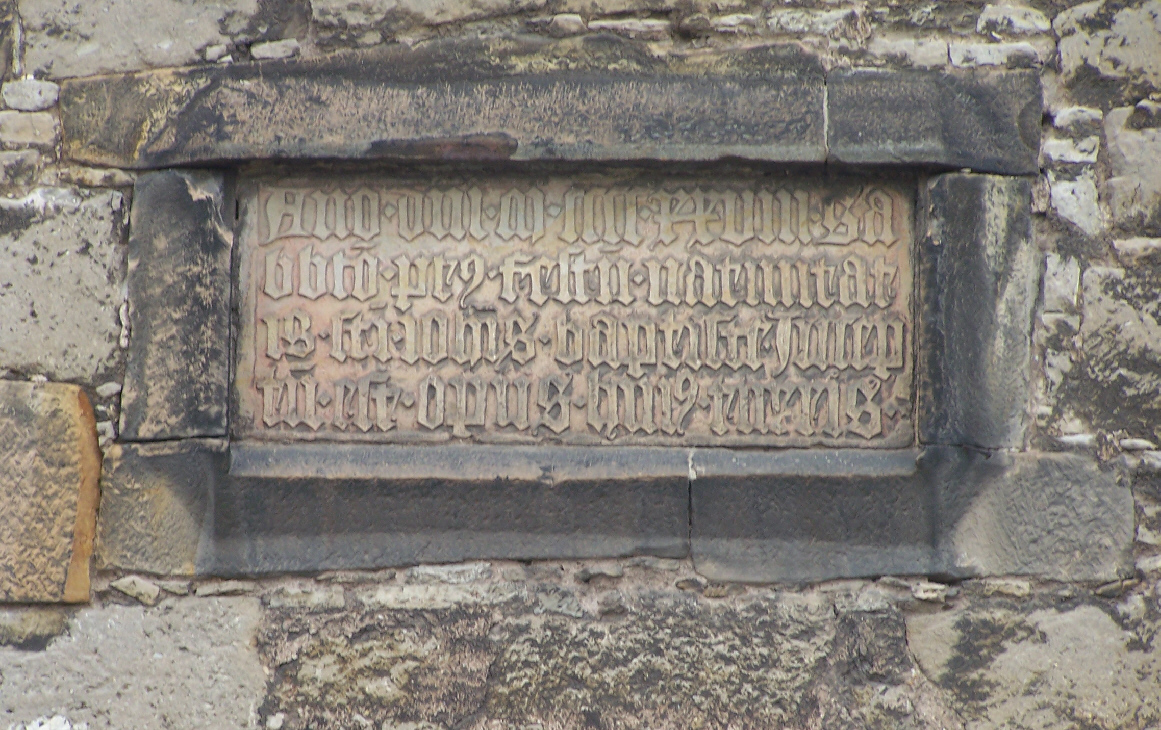
Tafel am Turm (1428)

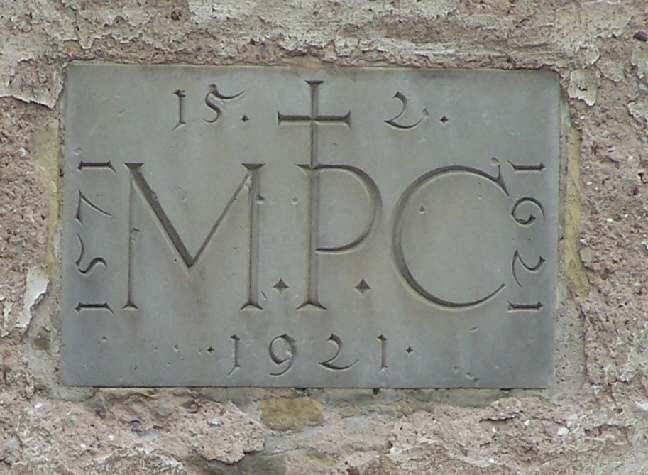
Prätorius-Tafel (1921)

Zu den ersten Bauwerken, welche in der von Landgraf Hermann I. gegründeten Stadtsiedlung begonnen wurden, zählte die Creuzburger Stadtkirche, sie stand unter dem Patronat des Heiligen Nikolaus und diente den Creuzburger Kaufleuten als Versammlungsplatz.
Die ursprüngliche Bauidee sah wohl eine monumentale romanische Basilika vor, der mit einem Durchmesser von 11 m angelegte Chor ist nur mit wenigen romanischen Stadtkirchen in Köln vergleichbar. Bedingt durch die lange Bauzeit für ein derartiges Bauwerk konnte im 13. Jahrhundert nur ein Bruchteil der ursprünglich konzipierten Anlage fertiggestellt werden. Die Kirche, noch im Rohbau, blieb bei einer Belagerung der Stadt im Sommer 1295 durch König Adolf von Nassau als eines der wenigen Bauten erhalten. In der Mitte des 14. Jahrhunderts war die Kirche nach Westen zu auf die heute vorhandenen Ausmaße fertiggestellt, besaß jedoch noch keinen Glockenturm. Dieser wurde 1428 begonnen und mit gotischen Maßwerkfenstern im vierten Obergeschoss ausgeschmückt, auch eine Turmuhr wurde schon erwähnt. Die Patronatsrechte an der Kirche waren zunächst auf die Priorin des Creuzburger Nonnenklosters übertragen worden, die Kirche wurde bis zur Reformation ein mit reichlichen Spenden und Zuwendungen ausgestattetes Gotteshaus, die Bibliothek der Kirche diente auch dem in Creuzburg geborenen Chronisten Johannes Rothe als Forschungsgegenstand.
Während des Bildersturmes wurde auch Creuzburg von religiösen Eiferern heimgesucht und das Kircheninnere demoliert. Zahlreiche Kunstschätze, Akten und Bücher wurden vernichtet. Die Schreckensjahre des Bauernkrieges und des Dreißigjährigen Krieges überdauerte die Kirche dann unbeschadet.
1596 wurde in der Kirche die jung verstorbene Gemahlin von Herzog Johann Ernst mit einem Staatsbegräbnis beigesetzt. Ihr Grab wurde bereits bei einer Kirchensanierung in den 1920er Jahren geöffnet und der darin hinterlegte Goldschmuck wurde entnommen, der Verbleib ist ungeklärt. 1765 brannte St. Nikolai beim Großbrand völlig aus, die rauchgeschwärzten Trümmer skizzierte Geheimrat Goethe während einer Visite im Auftrag des Herzogs Carl August. 1770 war das Notdach fertiggestellt und ab 1783 konnte mit dem Wiederaufbau der Kirche begonnen werden, hierzu trafen aus ganz Thüringen, Sachsen und Hessen nach und nach Spendengelder ein. 1786 wurde das erneuerte Bauwerk erneut zum Gottesdienst geweiht. Die Innenausstattung hatte man an den Zeitgeschmack angelehnt und auch eine wohltönende Orgel beschafft.
An den Barockmusiker Michael Praetorius, ein Kind der Stadt Creuzburg, erinnert eine Gedenktafel an der marktseitigen Kirchenfassade, sie wurde 1921 im Jubiläumsjahr gestiftet.
Am 1. April 1945 wurde die Kirche durch explodierende Munition während des Angriffs der amerikanischen Truppen nochmals schwer zerstört, die Kirche brannte bis auf die Grundmauern aus und blieb bis in die 1960er Jahre als Mahnmal und Ruine im Stadtbild präsent.
Mit der 750-Jahr-Feier der Stadt im Jahr 1963 begann schrittweise der Wiederaufbau der Nikolaikirche, auch durch zahlreiche Spenden aus dem In- und Ausland gefördert. Ein neuer Kirchturm mit 36 m Höhe wurde errichtet. Seit Kriegsende mussten die Gottesackerkirche und die Liboriuskapelle bis zur Wiedereinweihung als Ausweich für den Gottesdienst genutzt werden.
Die laufenden Unterhaltungsarbeiten und die schrittweise Modernisierung der technischen Einrichtung dauern an.
Im Rahmen des thüringischen Festprogramms zu Ehren der Heiligen Elisabeth wurde die Kirche im Jahr 2007 zum Veranstaltungsort. Zuletzt erhielt die Kirche dann auch eine deutschlandweite Beachtung: Am 24. Dezember 2008 übertrug das ZDF die Creuzburger Christmette.

## Bauliches

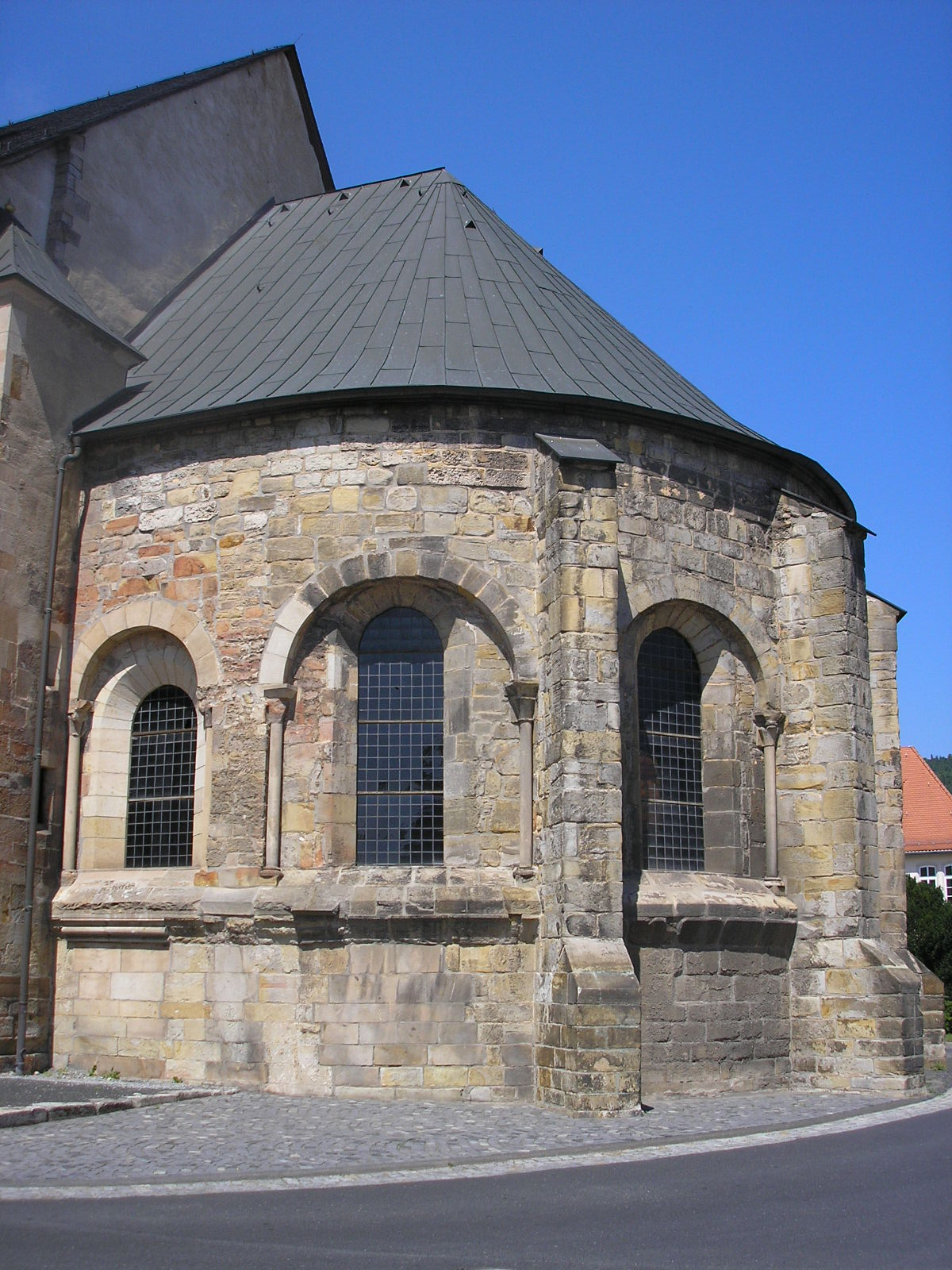
Fenster im Chor auf der Ostseite

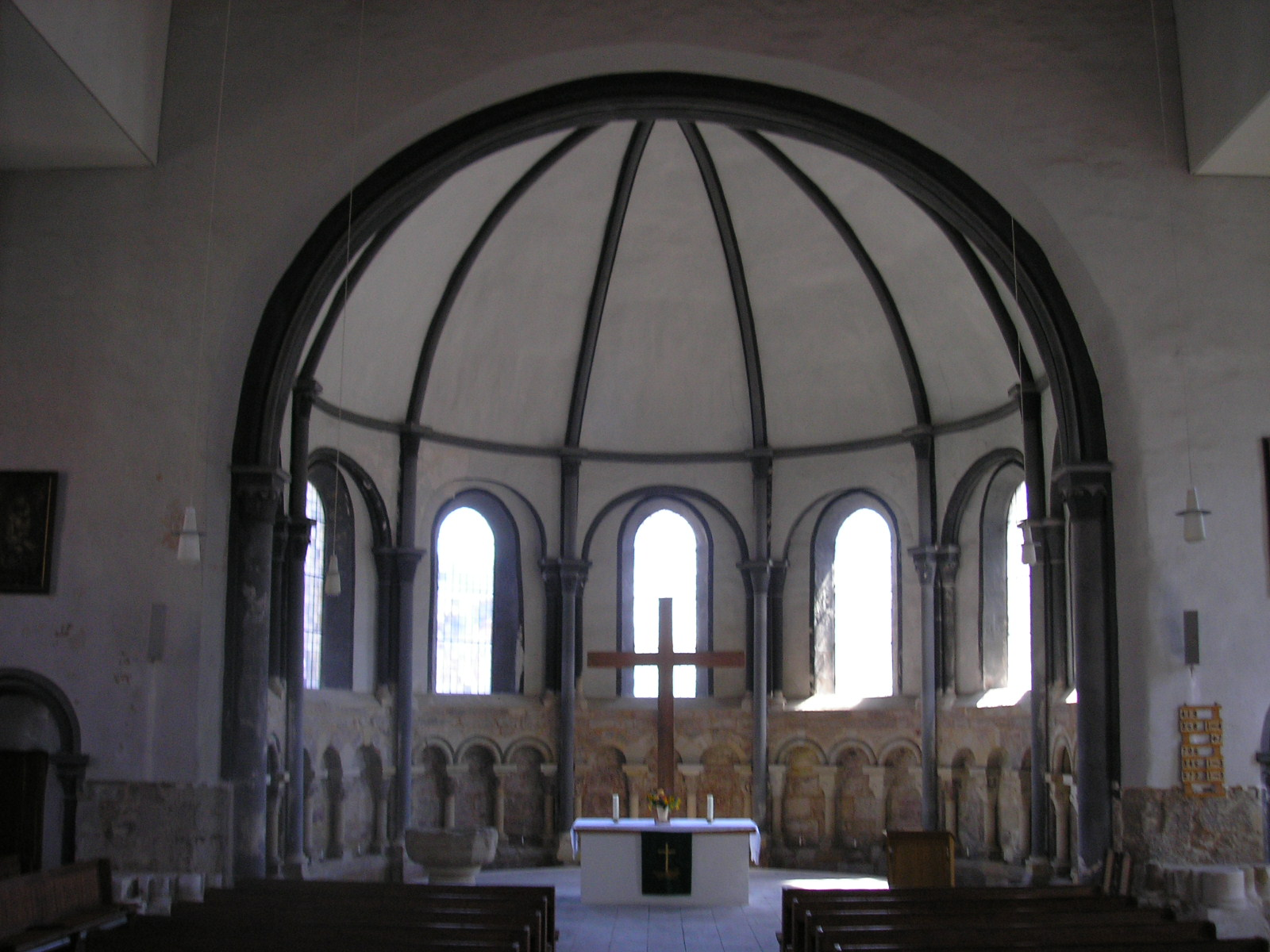
Innenansicht

Die Kirche besteht aus dem kurz nach 1200 begonnenen romanischen Chor an der Ostseite und dem ab 1220 erbauten Kirchenschiff aus gelblichem Sandstein. Im Chor befinden sich trotz erheblicher Zerstörungen beim Stadtbrand und zu Kriegsende noch einige originale Reste der ursprünglichen Arkaden. Die einzigartige architektonische Wirkung wird noch durch die halbkugelförmige Kuppel und die romanischen Fenster verstärkt.
Das Innere der Kirche wurde weiß getüncht, die Gewölberippen und Bögen kontrastieren in dunklem Rot und Grautönen. Auf die zerstörte barocke Inneneinrichtung wird man aus stilistischen Gründen vermutlich verzichten.